# تبرسق

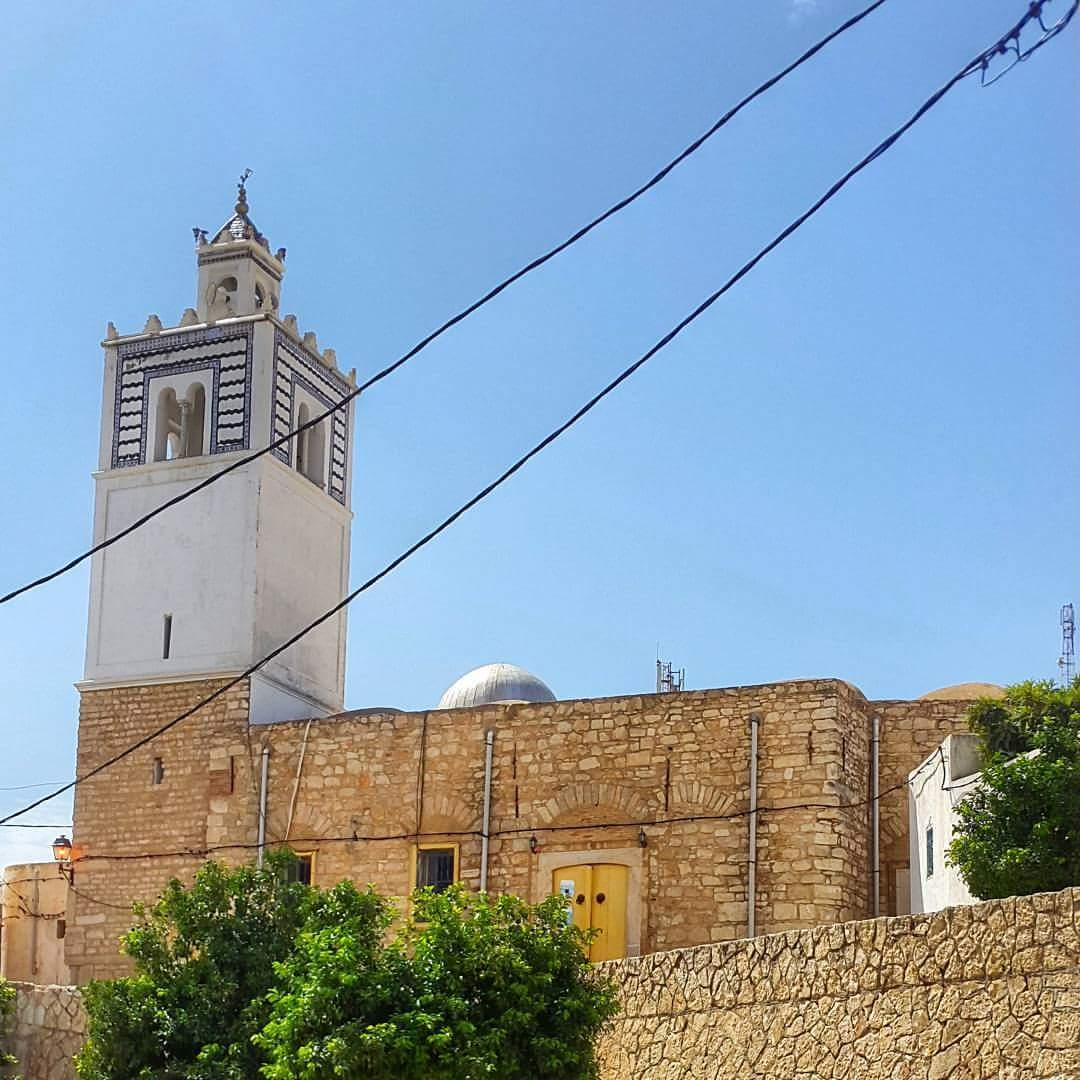
الجامع الكبير بتبرسق

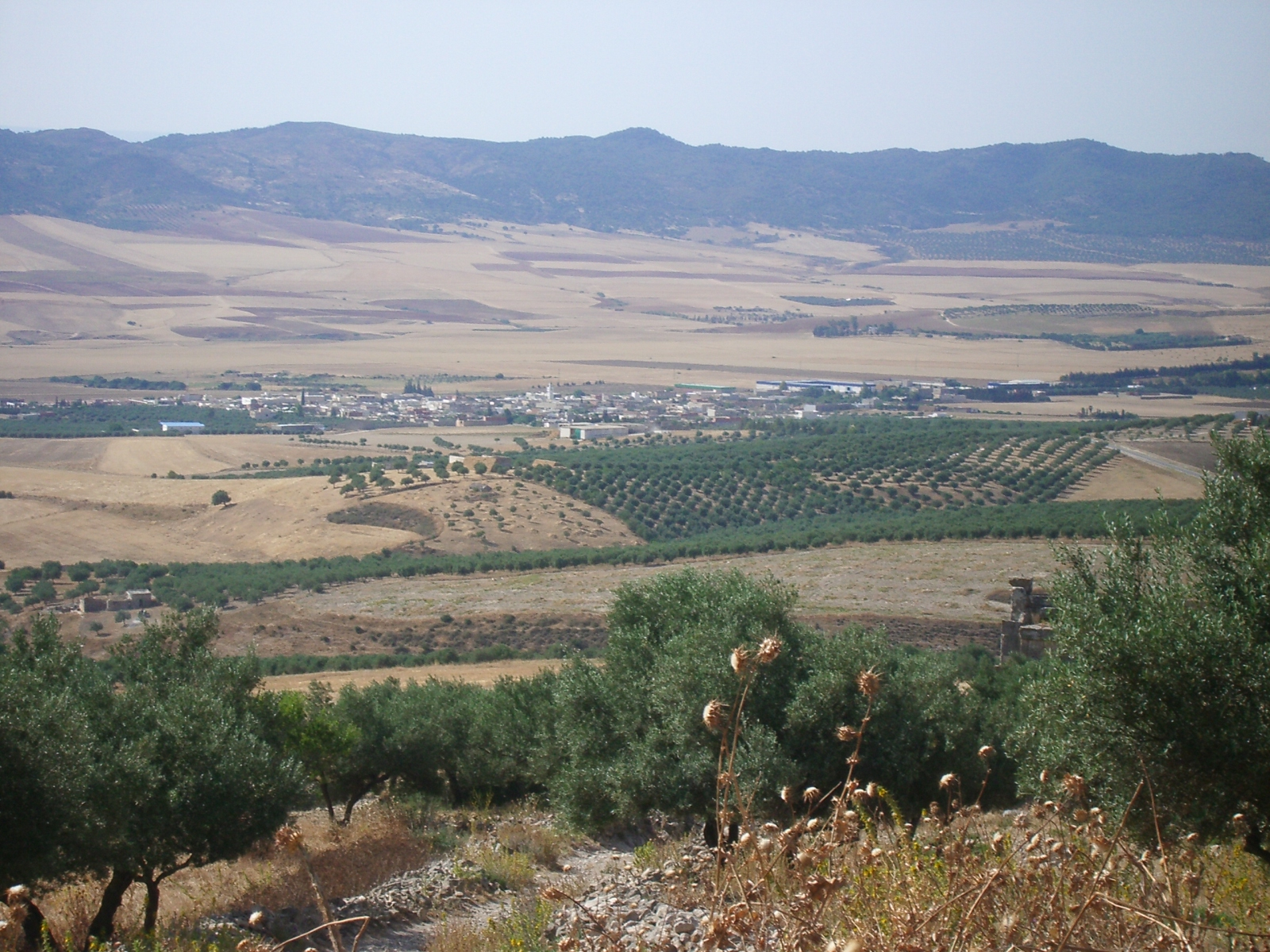
منظر عام لمدينة تبرسق والسهول المحيطة بها

تبُرْسَقْ مدينة تونسيّة تقع في جنوب ولاية باجة في الشّمال الغربي للجمهوريّة التّونسيّة. تبعد تبرسق حوالي 103 كم عن العاصمة تونس و 50 كم عن مركز ولاية باجة و 6 كيلومترات عن مدينة دُڨة الأثريّة. تبلغ مساحة المدينة 368.96 كم مربّع ويبلغ عدد سكّانها 24327 نسمة. سنة 2004. يتراوح ارتفاعها بين 400 و 600 مترا عن مستوى سطح البحر ويعتبر جبل الرّحمة أعلى قمّة ب 600 مترا.
تتكوّن تبرسق المدينة من عدّة أجزاء حضريّة: المدينة العتيقة تمسح حوالي 11 هكتارا تحتوي على جامع الرّحمانية، جامع سوق العين، الحمّامات، الجامع الكبير والحصن البيزنطي 'الڨصر'، باب الجّبلي، عين الكرمة، عين مْراد، المنشيّة وحي النّسيم 'المحاجر'.
كما تتكوّن من عدّة مناطق ريفيّة أهمّها دڨة، عين ملّيتي، ريحانة، عين جمالة، عين الحمّام، عين التّوتة، فدّان السّوق.

## أصل التّسمية
تستمد مدينة تبرسق اسمها العربي من اسمها الفينيقي القديم وهو تُوبُورْسِيكُومْ Thubursicum ويعني سوق الجلود.

## الخصائص الاجتماعية والاقتصادية للمدينة
- النشاط الفلاحي: الغراسات والأشجار المثمرة (الزياتين) + الحبوب + تربية الماشية.
- النشاط الحرفي: الصناعات التقليدية، الخزف، الخشب، النسيج، اللباس التقليدي.

## الخصوصيات المناخية
تتميز المدينة بمناخ حار ومشمس في الصيف وبارد ورطب في الشتاء وهو مناخ شبه مداري.

## العيون
تتميّز المدينة بالعيون المتدفّقة الموجودة فيها.
- عين نُشرة
- عين الكرمة
- عين مسكة
- العين الرّومانيّة
- عين لملومة

## المدارس
- مدرسة باب الجبلي
- مدرسة حي النّسيم
- مدرسة طريق تونس
- مدرسة المنشيّة

## المعاهد والمدارس الإعداديّة
- المدرسة الإعدادية الحبيب بورقيبة (ماسينيسا)
- المدرسة الإعدادية 7 نوفمبر
- معهد أحمد بن أبي الضيّاف
- معهد الشاذلي خزندار

## تاريخ المدينة

### تبرسق ما قبل التاريخ
لقد وجدت الحياة البشرية في تبرسق منذ العصر الباليوليتك الجديد وبصفة أدق منذ عصر المعادن وذلك نظرا لعدة أسباب أهمها توفر المياه ووجود الكهوف.

### تبرسق في الفترة البونية
يعود تسمية تبرسق «تبرسكوم بور» إلى أصل فينيقي بمعنى سوق الجلود، بالرغم أن الأستاذ محمد حسين فنطر يرجعها للفترة اللوبية فخلال الحرب البونية III بين روما وقرطاج كانت تبرسق تتبع الأراضي القرطاجية إلى جانب باجة ودقة، وبعد سنة 146 ق م أصبحت تابعة للنوميديين.

### تبرسق في الفترة الرومانية
ساهم تواجد الماء بكثرة إلى جانب قرب تبرسق من الطريق الرومانية الهامة قرطاج – تبسة في شد السكان كما مثلت ظهيرا زراعيا هاما (أهمية المجال الزراعي).
انتقلت تبرسق من وضعية «بلدية» إلى وضعية «مستعمرة رومانية» في عهد غالينوس سنة 261 م ثم تحولت إلى وضعية «مدينة رومانية» في عهد سيديم سيفار (إمبراطور روماني من أصول أفريقية).

### تبرسق في العهد الوندالي والبيزنطي
تعرضت تبرسق للتخريب في العهد الوندالي بعد فترة من الازدهار والتطور. أما الحضور البيزنطي بدأ في عهد حنبينيا نوس سنة 533-534 م وخوفا من ثورة الأهالي المحلييّن قام البيزنطيون شبكة من الحصون وقد مثّلت الآثار الرومانية المواد التي أقيمت منها هذه التحصينات ومنها خاصة الحصن البيزنطي بتبرسق الذي تقدر قياساته بــ 150 * 14 م أي حوالي 2 هكتارات أو أكثر بقليل ويسميه الأهالي بــ«القصر» وقد بُني فوق سور روماني به بابين الأول نجده بالشمال والثاني نجده بالشرق على طريق الحدائق الجديدة. تم تشييد الحصن في عهد توماس وقد بنيت المدينة داخل الحصن وأحيطت بسور قوي منذ منتصف القرن 6 م بصفة عامة وخلال العهد البيزنطي عاد الاستقرار والتطور والازدهار بتبرسق بفضل التحصينات الهامة بها، كما تطورت الحياة الدينية إذ تم تشييد كنيسة مسيحية.

### تبرسق في العصور الوسطى
لا توجد مراجع كافية تدرس هذه المرحلة وربما يعود ذلك لتراجع مكانة المدينة حيث تم التركيز على المدن الساحلية فمنذ القرن 7 م ومع قدوم العرب حيث قدم سكان جدد ويعتبر المعبد بن العباس من أول الفاتحين لمدينة تبرسق في العصر الوسيط.
وقد كان تواجد العرب قليلا في العهد الأغلبي أما في العهد الفاطمي فقد حافظت تبرسق على نفس الوضعية فلم يحدث أي توسع عمراني أو مجالي وفي القرن 11 م بدأ الزحف الهلالي على المنطقة فبرزت ظاهرة الرحال الدائم للسكان حتى القرن 14م.
يعتبر المعبد بن العباس من أول الفاتحين لمدينة تبرسق في العصر الوسيط. وقد ذكر مونشيكور ان منطقة تبرسق استوطنها أولاد شنوف وأولاد يحي وأولاد ميمون. بعد حملة حمودة باشا المرادي أو محمد باي الأول (1631) أُجليت أغلب عروش الشنانفة وأولاد يحيى (انتقلوا إلى سليانة، ربع أولاد يحيى) وأولاد ميمون ولم يبقى إلا بعض أولاد يحيى وعائلات شنوفية.

### تبرسق في العصر الحديث
لقد ازدادت المدينة أهمية وتوسعا إثر التغييرات السكانية التي حدثت بها خلال هذه الفترة الحديثة إذ أصبحت البلاد تحت النفوذ الأسباني منذ سنة 1534.
- كما تميزت هذه المرحلة بقدوم الأندلسيين في القرن 17 م فقاموا بغراسة مساحات هامة من أشجار الزيتون.
- في القرن 18 م: قدم إلى تبرسق سكان جبل وسلات رفضوا دفع الضرائب وهروبا من عمليات النهب.

### تبرسق في الفترة المعاصرة
كان سكان تبرسق حوالي 2000 نسمة حسب محمد بيرم الخامس ثم ومع الدخول استعمار الفرنسي سنة 1881 أصبحت تبرسق مراقبة عسكرية ولعبت دور سياسي واقتصادي هام ومن أهم المعالم نجد: الكنيسة، الثكنة العسكرية، المراقبة المدنية، المدرسة الابتدائية، مقر التجهيز...
تعتبر تبرسق مدينة ضاربة في القديم تعاقبت عليها جل الحضارات البشرية.

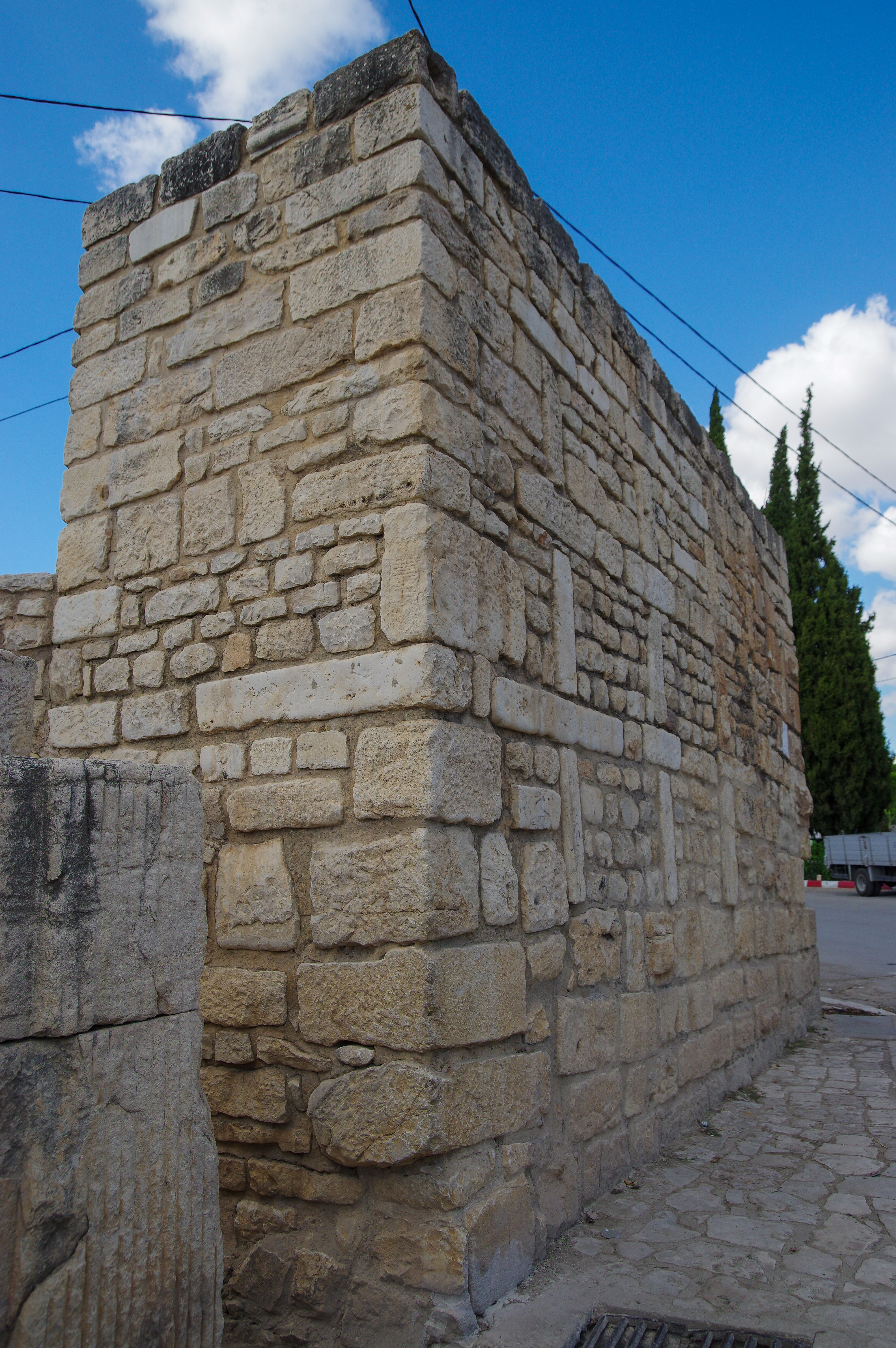
الحصن البيزنطي بتبرسق
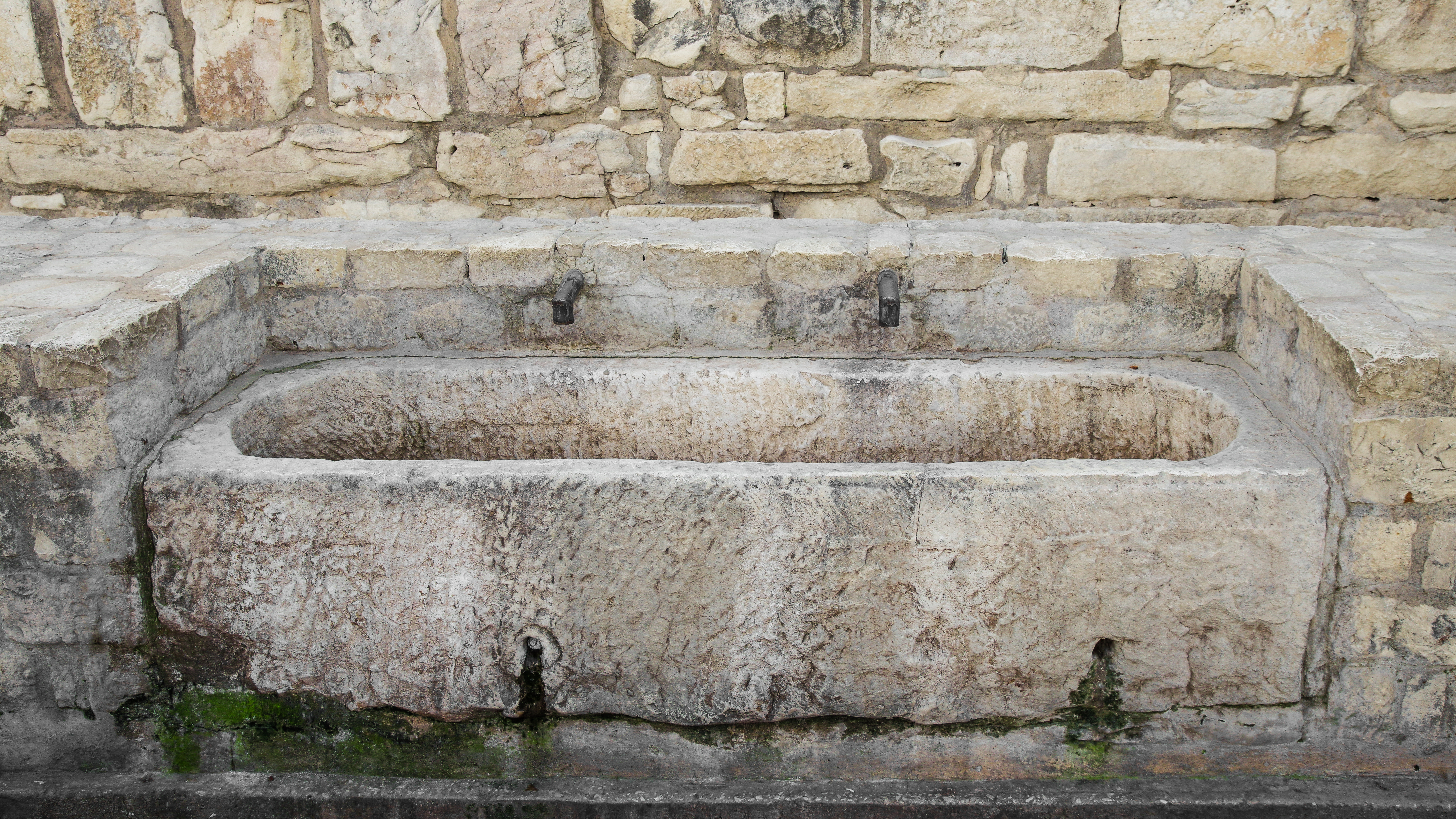
الحنفيّة الأثرية وهي معلم مصنف بمدينة تبرسق
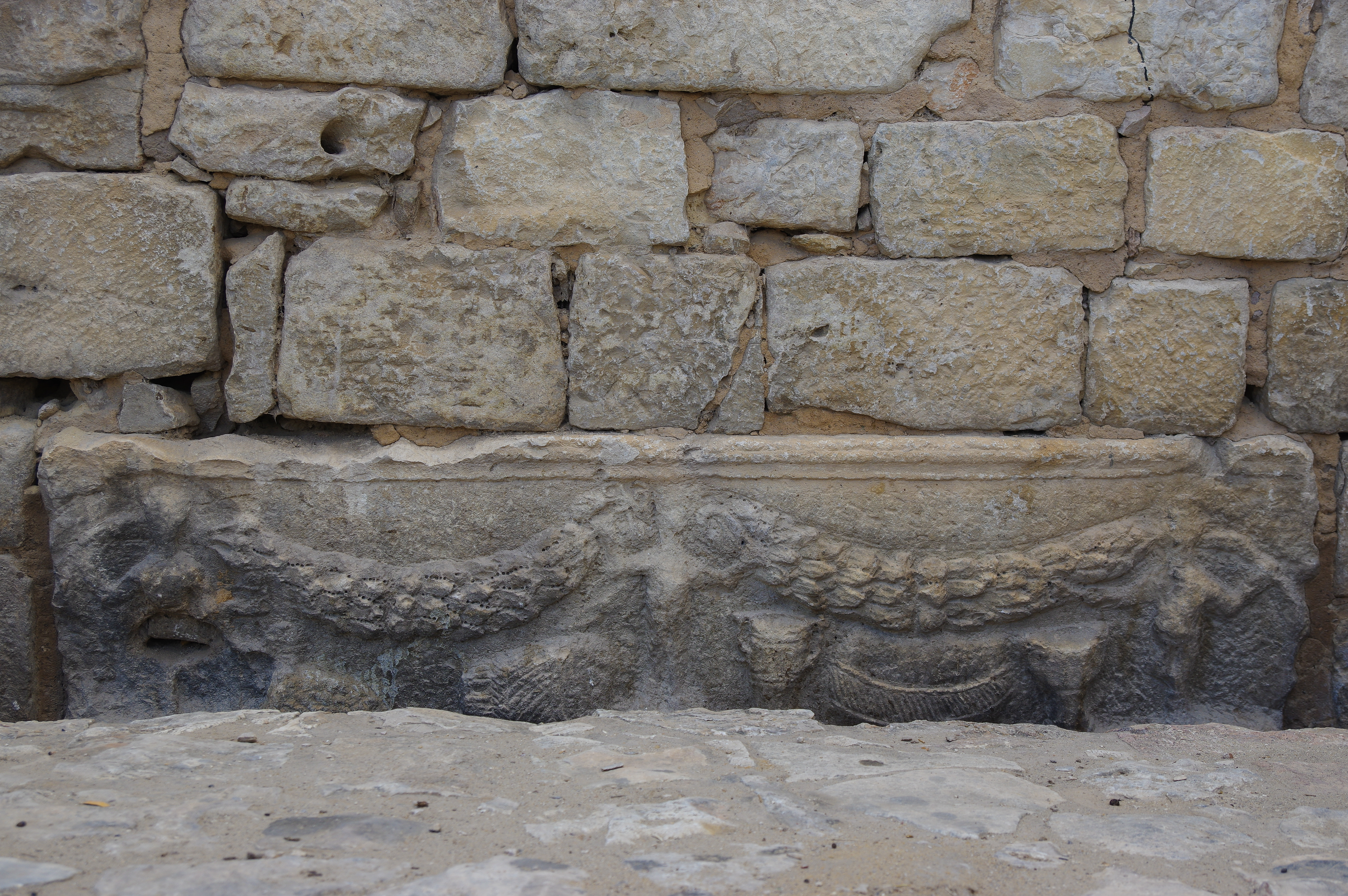
حائط الحصن البيزنطي
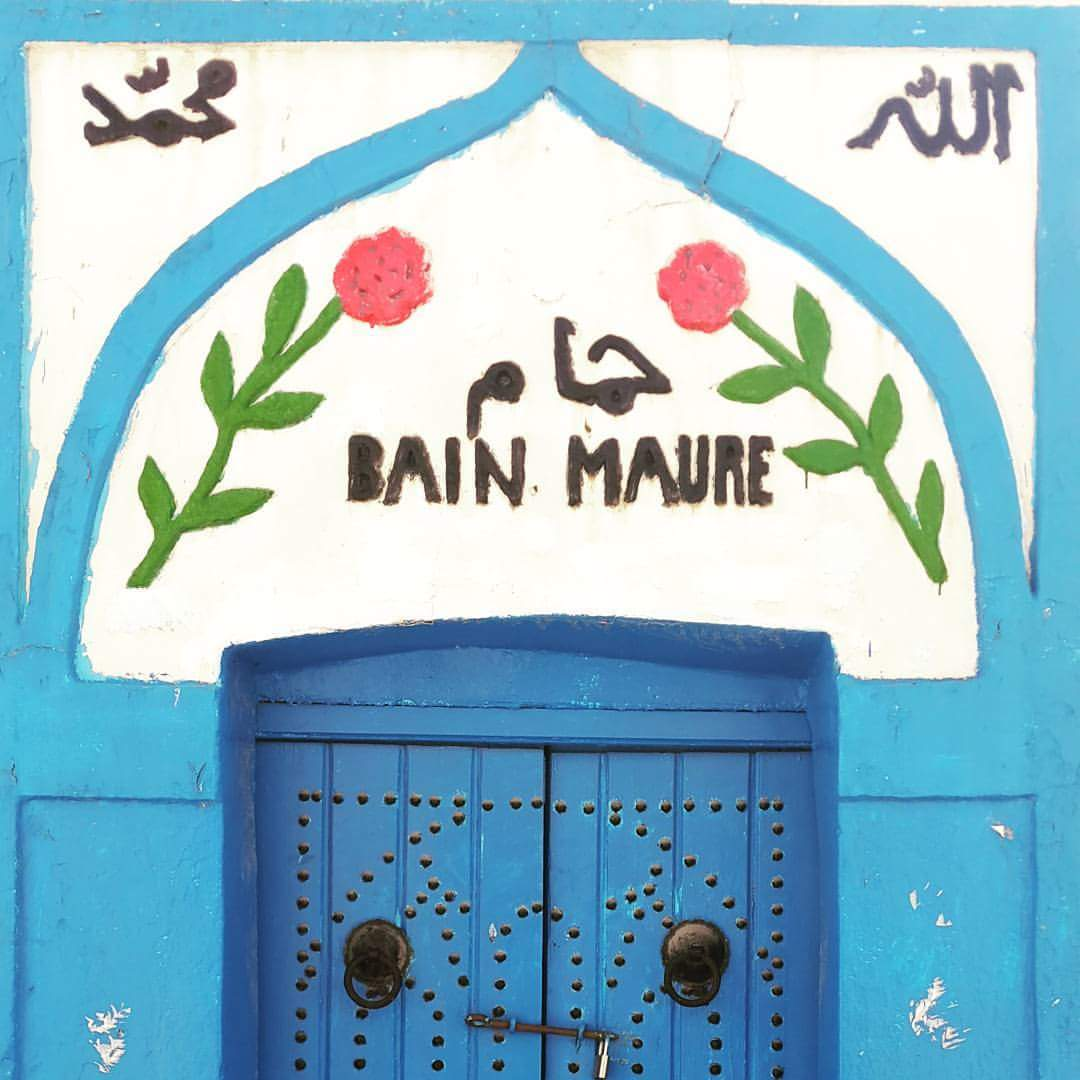
حمّام
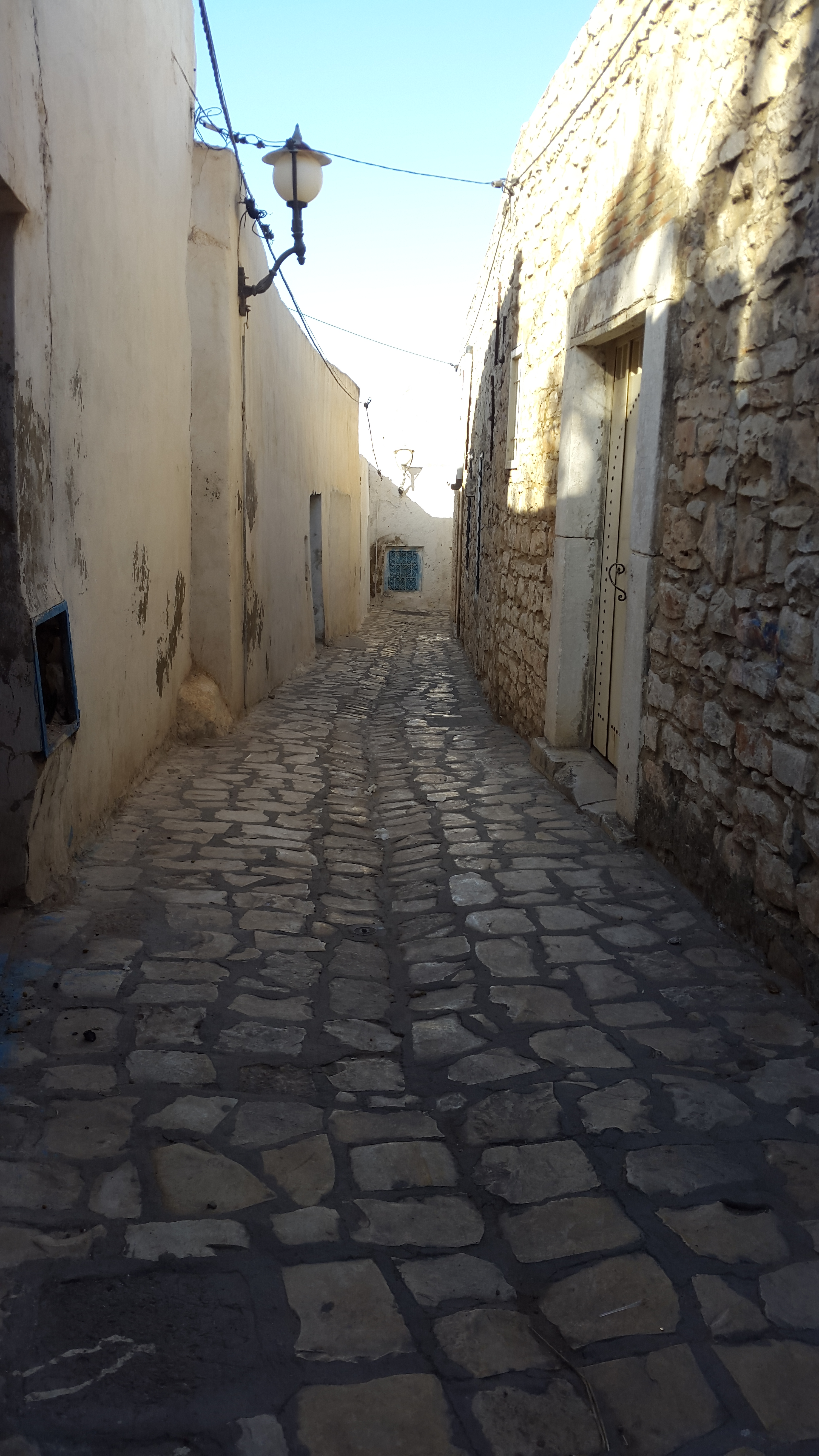
المدينة العتيقة بتبرسق
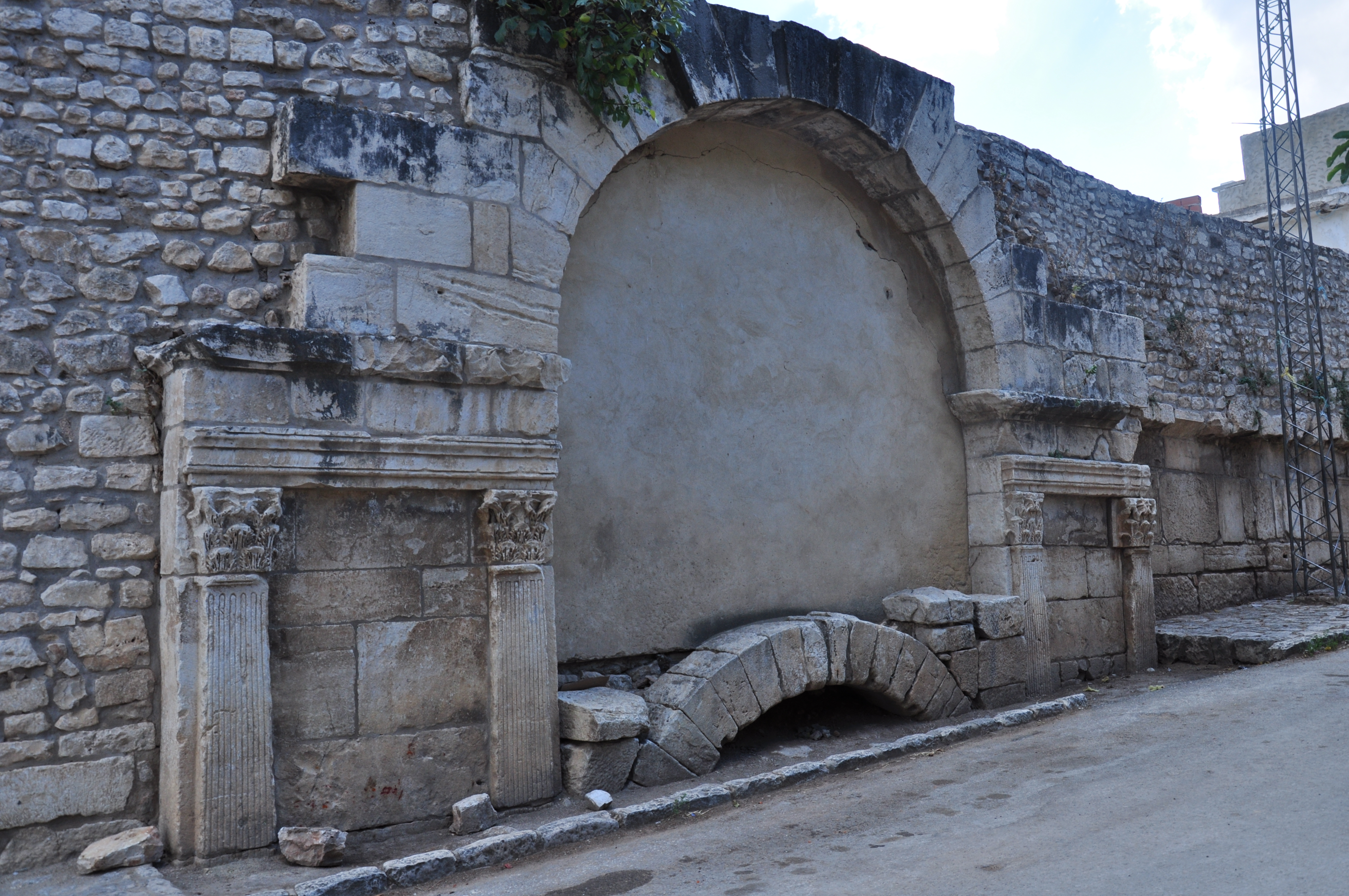
حائط من الحصن البيزنطي يظهر تحته قوس لباب روماني
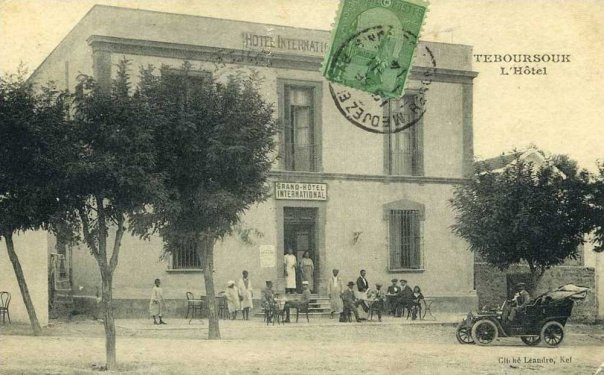
بطاقة بريدية حول نزل في تبرسق في فترة الاستعمار الفرنسي Tunisia (1881-1956)

## الأعلام
- المنصف الشنوفي: مدير سابق لمعهد الصحافة وعلوم الإخبار وأحد مؤسسي مهرجان دقة